# Suslic oriental
El suslic oriental (S. xanthoprymnus) és una espècie de rosegador esciüromorf de la família dels esciúrids. Es troba a Armènia, a l'Iran i a Turquia.